# 藤枝MYFC
藤枝MYFC（ふじえだマイエフシー、英: Fujieda MYFC）は、日本の静岡県藤枝市、島田市、焼津市、牧之原市、吉田町、川根本町をホームタウンとする、日本プロサッカーリーグ（Jリーグ）に加盟するプロサッカークラブ。

## 概要
2009年に創設。2010年に静岡FCと合併。2013年にJリーグ準加盟クラブとして承認され、2014年にJリーグに入会した。運営会社は株式会社藤枝MYFC、ホームスタジアムは藤枝市の藤枝総合運動公園サッカー場、練習場は焼津市の藤枝MYFCサッカー場で、静岡県の志太榛原地域（旧志太郡及び榛原郡を中心とした地域）をホームタウンとしている。
クラブ名称の「MYFC」はわたしの（MY）フットボールクラブ（FC）に由来する。かつてはイギリスのマイフットボールクラブに次ぐ世界で2チーム目の「ネットオーナーシステム」を採用し、ネットオーナーによる議論・投票により、戦術・運営・強化方針・人事などを決定していたが、2015年にネットオーナーサイトは閉鎖しており、アイデンティティを失った状態で今日に至る。なおネットオーナーの会員数は無料時代は300–400人、有料時代は60人程度であり、活動は困難な状況にあった。
エンブレムは藤枝市を表す盾に、サッカー伝承の地を示す緑色のストライプを配し、上にMYFC、中央にサッカーボールと藤枝市の市鳥であるウグイス、左右に上がり藤の図柄がある。このエンブレムの原案は運営事務局が作成し、ネットオーナーの投票で選出された。
オフィシャルマスコットはフェニックスがモチーフの蹴っとばし小僧。サポーター投票で2015年12月に発表、2018年3月に名前が公表された。

## 歴史

### 前史
藤枝市を本拠地とするクラブがJリーグを目指そうとする動きは、Jリーグ発足当初から、ジャパンフットボールリーグ（初代JFL）に在籍したことがある中央防犯サッカー部・藤枝ブルックスが加盟へ向けて動いていたが、当時の藤枝市民グラウンドサッカー場はJリーグ（現J1）基準を充足できるスタンドや照明設備が整っておらず、このままではJリーグ加盟ができないため、Jクラブの誘致に熱心だった福岡市と交渉し、福岡ブルックス（1996年からアビスパ福岡）とチーム名を改めたうえでJリーグ準会員資格を取得し、福岡市へ移転することとなった。
その後改めて、藤枝ネルソンCF（ふじえだネルソンクラブ・デ・フットボール）を母体に、藤枝市を本拠とするクラブでJリーグ入りを目指すことになったのである。チーム名のネルソンは元日本代表のネルソン吉村に由来している。藤枝ネルソンCFは静岡県社会人サッカーリーグで活動した他、全国社会人サッカー選手権大会に1度出場した経歴を有する（1998年。1回戦で札幌蹴球団に敗退）。2008年11月、「ネットオーナーシステム」を運営するMYFC運営事務局と藤枝ネルソンCFは同クラブを運営候補とすることで合意した（後に名称を「藤枝MYFC」に制定）。
2009年
ガンバ大阪元監督の釜本邦茂が監督に就任。ただし、釜本は「実際には監督というよりはスーパーバイザー的役割である」とコメントしており、現場でのチームの指揮はヘッドコーチ兼選手の斉藤俊秀が執っていた。後に釜本は総監督となり、ネットオーナーシステムの投票で97.5%の承認を得て3月から斉藤が監督に就任した。
静岡県リーグ1部で1位となったが、リーグ戦における試合当番の不履行により5順位降格の処分を受けて、最終順位は6位となった。
2010年
1月、東海社会人サッカーリーグ1部の静岡FCと統合。東海リーグの指導により、静岡FCを存続クラブとしてshizuoka.藤枝MYFC（シズオカ・ふじえだマイエフシー）へ登録チーム名を変更（呼称は「藤枝MYFC」）することで東海リーグへの参加が認められた。4月に釜本が総監督を退任した。
東海リーグ1部で優勝したが、第46回全国社会人サッカー選手権大会は1回戦で、第34回全国地域サッカーリーグ決勝大会は1次ラウンドで敗退した。
2011年
東海リーグ1部を連覇。第47回全国社会人サッカー選手権大会は3位、第35回全国地域サッカーリーグ決勝大会は準優勝の成績をそれぞれ収めた。12月16日の日本フットボールリーグ（JFL）理事会でJFL入会が承認された。

### 2012年 - 2013年（JFL）
2012年
登録チーム名を藤枝MYFCへ変更。なお、Jリーグ準加盟申請を準備していたが、静岡県サッカー協会から準加盟に必要な支援文書が発行されなかったため、年内の申請を断念したと報じられた。
2013年
6月に日本プロサッカーリーグ（Jリーグ）へ準加盟を申請し、9月17日に準加盟が承認された。11月19日、Jリーグ理事会でJリーグへの入会と、2014年のJ3リーグ参加が承認された。
シーズン終了後、斉藤が監督退任と同時に現役引退した。斉藤のつけていた背番号2は2019年まで永久欠番であった。

### 2014年 - 2022年 (J3)
2014年
総監督に菊川凱夫、監督に水島武蔵が就任。リーグ戦は12チーム中11位。シーズン終了後に水島が監督を退任した。
2015年
監督にヘッドコーチだった大石篤人が就任。リーグ戦は13チーム中10位の成績で昨年より1つ順位を上げた。また、天皇杯で清水に勝利した。
2016年
大石体制2年目。18人の選手が退団したが、大迫希、鮫島晃太、遠藤敬佑ら14人が移籍加入、大学生4人が加入し18人の選手が加入した。リーグ戦は過去最高の7位。
2017年
大石体制3年目。4人の引退を含む14人の選手が退団したが、大竹隆人、伊藤竜司が移籍加入、田口潤人がレンタル移籍で加入、遠藤敬佑、川島將はレンタル移籍から完全移籍に移行した。県サッカー選手権大会決勝で沼津に敗れ、2年連続で天皇杯出場を逃した。J3リーグ戦では、枝本雄一郎がリーグ6位タイの13得点、遠藤が8位タイの12ゴールを挙げるなど、3位沼津、優勝した秋田に次ぐリーグ3位の50得点を挙げ、2年連続の7位躍進に貢献した。DF福王忠世・FW三好洋央の引退、期限付き加入だったDF伊藤槙人・DF薗田淳・GK田口潤人の期限付き移籍満了を含め、22名が退団した。
2018年
主要スポンサーで企業や官公庁などからの受託による測定・検査事業を展開する静環検査センターがクラブの筆頭株主となり、クラブ創設に携わった小山淳がクラブ運営から退き、後任の代表取締役に藤枝東高校サッカー部OB会長の鎌田昌治が就任。
GK川田修平・DF木下高彰・DF川上盛司の期限付き加入3名を含め、GK杉本拓也・MF岩渕良太・MF養父雄仁・FW谷口堅三ら20名もの新加入選手を迎えた。
J3リーグ戦では開幕戦に勝利したものの第5節から3連敗を含む5試合未勝利となるなど、夏季の中断期間前までで6勝3分8敗で勝点21の14位と低迷、7月24日には大石とコーチの増嶋真也の退任を発表し、同月27日に前月までJFLテゲバジャーロ宮崎の監督だった石﨑信弘が後任の監督に就任した。しかし、リーグ戦再開後いきなり5連敗、1引分の後第26節から3連勝し暫定12位まで浮上したが、直後に4連敗し16位まで順位を下げ、結局監督交代後は4勝1分10敗、最終的に10勝4分18敗で勝点34、前年度から大きく順位を下げ16位に終わった。得点が前年度より18点も少ないリーグ16位の32得点に低下し、失点も前年度の43から48に増えた。シーズン終了後DF木下高彰・DF川上盛司の期限付き移籍満了を含め、17名が退団した。
2019年
石﨑体制2年目。一方で、MF片岡爽（期限付き移籍）・MF谷澤達也・MF成岡翔・MF松岡亮輔・FW森島康仁ら17名を獲得、また、前年途中から期限付き移籍で加入していたMF出岡大輝が完全移籍に移行した。
J3リーグ戦では序盤から好調を維持し、第7節長野戦に勝利しクラブ史上初の首位に立つ。その後6位まで順位を落とすが、第14節以降は常に4位以上をキープし、第18節から第20節までは再び首位に立つなど、最後まで優勝争いを展開した。最終成績は2位群馬と勝点63で並ぶ3位でフィニッシュし、過去最高順位を更新した。得点はリーグ13位の42だったが、失点はリーグ2位タイの31で過去最少を記録した。
2020年
石﨑体制3年目。MF成岡翔とMF養父雄仁の引退など11名が退団、DF西埜植颯斗がJFL・ヴェルスパ大分に期限付き移籍した。一方で、MF枝村匠馬やMF姫野宥弥（期限付き移籍）、5年ぶりの復帰となるFW大石治寿ら8名を獲得、期限付き移籍で加入していたMF片岡爽とFW吉平翼が完全移籍に移行した。
6月30日、藤枝総合運動公園サッカー場の改修工事着工を前提とした特例処置を適用の上で、2021年度J2ライセンス申請を行う。9月28日、施設基準のうちJリーグ理事会で例外適用（スタジアム整備の猶予期間）が承認されたため、2021年度J2ライセンスが交付されることとなった。
結果は前年度を大きく順位を下回り、10位でシーズンを終え、石崎監督が退任した。
2021年
地元・藤枝市出身で元FC岐阜・栃木SCの監督を務めた倉田安治が監督に就任するも、同年7月12日に退任し、後任にクラブOBである須藤大輔が監督に就任した。
結果は2年連続の10位となった。
2022年
須藤体制2年目。
いわきFC・松本山雅FC・鹿児島ユナイテッドFC・FC今治・カターレ富山との激しい昇格争いを繰り広げたが、終盤戦では2位以内を保持し、最終的にJ3リーグで過去最高順位となる2位でシーズンを終えて、来シーズンのJ2リーグへの昇格が決まった。なお、2022年のJ1リーグでは同じく静岡県の静岡市に本拠を置く清水エスパルス（年間17位）と磐田市に本拠を置くジュビロ磐田（年間18位（最下位））の来季のJ2への自動降格が決まったため、来シーズンのJ2には静岡県のJリーグクラブのうちの3つ（清水・磐田・藤枝）がJ2に所属することになった。

### 2023年 - (J2)
2023年
須藤体制3年目。
同時昇格のいわきFCとの開幕戦を制し、長崎にも勝利して開幕連勝を飾る。その後3連敗するも第9節から3連勝するなど確実に勝ち星を拾う。2度の4連敗やホームでの大敗（東京Vに0-5、熊本に0-4、甲府に1-4）など調子の波が目立ったが、途中まで得点ランクトップを走った渡邉りょう（セレッソ大阪に移籍）を筆頭に、好調な攻撃陣で撃ち勝つ試合も多かった。最終的にJ2参入1年目を12位で終えた。得点数はリーグ6位タイの61得点を記録したが、失点数はワーストの72失点だった。また、今シーズンは、静岡県内3チーム(清水・磐田・藤枝)がJ2に所属し、静岡三国決戦と題して、それぞれのダービーマッチを盛り上げた。特に9月30日第37節のホーム清水戦では、2-0で歴史的勝利を収めた。また、クラブ史上最多となる6,288人を動員した。
2023年9月26日、 2024シーズンに関するJ1クラブライセンスが施設基準の例外規定の適用で承認された。
2024年
須藤体制4年目。
長崎との開幕戦は引き分けるも、次節から3連敗を喫し開幕4戦未勝利でスタート、第5節山形戦でシーズン初勝利を挙げる。続く熊本戦も勝利し連勝するが、その後の5試合は1分4敗と勝ちきれず、第10節終了時点で降格圏の19位と大きく低迷する。しかし、第12節群馬戦で今季初の逆転勝利を挙げ、これを皮切りにJ2昇格後初の4連勝を飾る。その後は勝ち負けを繰り返すものの、リーグ4位の16得点を挙げた矢村健の活躍などもあって残留圏に浮上、プレーオフ圏内入りも見える位置まで巻き返すが、最終節までの7試合を未勝利（1分6敗）と失速し、14勝4分20敗の13位でシーズンを終えた。得点が昨シーズンの61得点からリーグワースト6位の38得点と大幅に減少し、得点力不足が浮き彫りになったシーズンとなった。第32節のホーム清水戦では10,667人を動員し、2年連続でクラブ史上最多を更新した。
2025年
須藤体制5年目。

## タイトル・表彰

### リーグ戦
- 東海社会人サッカーリーグ1部：2回
  - 2010年、2011年

### カップ戦
- 静岡県サッカー選手権大会（兼天皇杯静岡県予選）：3回
  - 2013, 2014, 2015
- 東日本社会人サッカー大会：1回[注釈 1]
  - 2011年

### 個人別
- J2リーグ
  - 月間ベストゴール
    - 中川風希：1回(2023年10月)
    - 矢村健：2回(2024年7月・10月)

  - 最優秀ゴール賞
    - 矢村健：1回(2024年)

- J3リーグ
  - ベストイレブン
    - 内山圭(2022年)
    - 横山暁之(2022年)

  - 月間MVP
    - 森島康仁：1回(2019年4月)
    - 吉平翼：1回(2020年9月)
    - 岩渕良太：1回(2021年10月)
    - 久保藤次郎：1回(2022年7月)
    - 内山圭：1回(2022年9月)

  - 月間ベストゴール
    - 大石治寿：1回(2020年6月、7月)
    - 岩渕良太：1回(2021年10月)
    - 押谷祐樹：1回(2022年5月)

  - 月間優秀監督賞
    - 石﨑信弘：2回(2019年4月、2020年8月)
    - 須藤大輔：2回(2022年7月、9月)

## 下部組織
小学4,5,6年生のアカデミーではMYFC焼津U-15を所有する。
また、2013年12月に女子サッカーチームとしてルクレMYFCを創設し、その運営会社として株式会社MYFCマーケティングを設立した。
2023年度は東海女子サッカーリーグ1部に所属。
静岡FCと統合した直後は、静岡県リーグ1部に所属していた旧：藤枝MYFCを「F.F.C.」に改称しセカンドチームとしていたが、メンバー確保が困難となり2011年3月に解散した。

## ユニフォーム

### クラブカラー
- 藤[1]、  白[1]、  緑

### ユニフォームスポンサー
| 掲出箇所   | スポンサー名     | 表記             | 掲出年   | 備考 |
| 胸         | 静環検査センター | 静環検査センター | 2019年 - | 2017年 - 2018年は背中上部 2017年 - 2020年、2023年 - は「静環検査センター」表記 2021年 - 2022年は「SEIKAN」表記   |
| 鎖骨       | サカイ産業       | サカイ産業       | 2021年 - | 左側に表記 2017年4月 - 2018年は胸 2017年4月 - 同年12月は「サカイ産業 99th」表記 2018年は「サカイ産業 100th」表記 |
| 鎖骨       | 角丸建設         | 角丸建設         | 2018年 - | 右側に表記 |
| 背中上部   | 住友ベークライト | 住友ベークライト | 2020年 - | 2019年は袖 |
| 背中下部   | 東西工業         | TOUZAI           | 2024年 - | |
| 袖         | 島田掛川信用金庫 | 島田掛川信用金庫 | 2023年 - | |
| パンツ前面 | シンクス         | SHINX            | 2024年 - | |
| パンツ背面 | なし             | -                | -        | |

### ユニフォームサプライヤーの遍歴
- 2013年 - 2015年：ラッツォーリ
- 2016年 - 現在：ゴル

### 歴代ユニフォーム
| FP 1st | FP 1st | FP 1st | FP 1st | FP 1st |
| ------ | ------ | ------ | ------ | ------ |
| 2014   | 2015   | 2016   | 2017   | 2018   |
| 2019   | 2020   | 2021   | 2022   | 2023   |
| 2024   | 2025 - |        |        |        |
|        |        |        |        |        |

| FP 2nd | FP 2nd | FP 2nd | FP 2nd | FP 2nd |
| ------ | ------ | ------ | ------ | ------ |
| 2014   | 2015   | 2016   | 2017   | 2018   |
| 2019   | 2020   | 2021   | 2022   | 2023   |
| 2024   | 2025 - |        |        |        |
|        |        |        |        |        |

### 歴代ユニフォームスポンサー表記
| 年度 | 箇所                          | 箇所                               | 箇所     | 箇所             | 箇所           | 箇所                         | 箇所                                              | 箇所       | サプライヤー |
| 年度 | 胸                            | 鎖骨左                             | 鎖骨右   | 背中上部         | 背中下部       | 袖                           | パンツ前面                                        | パンツ背面 | サプライヤー |
| 2009 | トリワークス                  | 解禁前                             | 解禁前   | -                | 解禁前         | エイケンホーム               | -                                                 | 解禁前     | -            |
| 2010 | -                             | 解禁前                             | 解禁前   | 大井川茶園       | 解禁前         | -                            | -                                                 | 解禁前     | -            |
| 2011 | BMW SANSEI                    | 解禁前                             | 解禁前   | 大井川茶園       | 解禁前         | NIMUS BoConcept urban design | -                                                 | 解禁前     | -            |
| 2012 | - / アプリ戦隊 アンドロイダー | 解禁前                             | 解禁前   | 大井川茶園       | 解禁前         | NIMUS BoConcept urban design | SANSEI BMW                                        | 解禁前     | -            |
| 2013 | アプリ戦隊 アンドロイダー     | 解禁前                             | 解禁前   | BinO             | 解禁前         | お仏壇のやまき               | いちまる                                          | 解禁前     | Razzoli      |
| 2014 | 福工房                        | 解禁前                             | 解禁前   | お仏壇のやまき   | 解禁前         | -                            | -                                                 | 解禁前     | Razzoli      |
| 2015 | 福工房                        | 解禁前                             | 解禁前   | - / J PLAYERS    | 解禁前         | -                            | -                                                 | 解禁前     | Razzoli      |
| 2016 | 福工房                        | 解禁前                             | 解禁前   | - / J PLAYERS    | - / 蔵衛門     | -                            | -                                                 | 解禁前     | gol.         |
| 2017 | - / サカイ産業 99th           | -                                  | -        | 静環検査センター | -              | -                            | Daiichi TV NEXT VISIONへ。                        | 解禁前     | gol.         |
| 2018 | サカイ産業 100th              | 焼津信用金庫                       | 角丸建設 | 静環検査センター | -              | -                            | 経営者の為のハードボイルドゼリー飲料 オレは摂取す | 解禁前     | gol.         |
| 2019 | 静環検査センター              | 焼津信用金庫→ しずおか焼津信用金庫 | 角丸建設 | 大井川茶園       | かけ川海谷眼科 | 住友ベークライト             | -                                                 | 解禁前     | gol.         |
| 2020 | 静環検査センター              | 大井川茶園                         | 角丸建設 | 住友ベークライト | かけ川海谷眼科 | しずおか焼津信用金庫         | -                                                 | -          | gol.         |
| 2021 | SEIKAN                        | サカイ産業                         | 角丸建設 | 住友ベークライト | -              | -                            | -                                                 | -          | gol.         |
| 2022 | SEIKAN                        | サカイ産業                         | 角丸建設 | 住友ベークライト | -              | -                            | フジケンミン 焼ビーフン                           | -          | gol.         |
| 2023 | 静環検査センター              | サカイ産業                         | 角丸建設 | 住友ベークライト | -              | 島田掛川信用金庫             | フジケンミン 焼ビーフン                           | -          | gol.         |
| 2024 | 静環検査センター              | サカイ産業                         | 角丸建設 | 住友ベークライト | TOUZAI         | 島田掛川信用金庫             | SHINX                                             | -          | gol.         |

## メディア
他の番組については公式サイトのメディア欄で確認可能。
- 静岡第一テレビ（SDT）
  - KICK OFF! SHIZUOKA（毎週日曜日・17:00～17:30）2023年4月 -
- 静岡エフエム放送（K-MIX）
  - 「Viva! MYFC!」[30]（毎週金曜日・10:52～10:57）2023年4月 -
- g-sky FM島田（76.5 MHz）
  - 「MYFCロッカールーム」[31]（毎月第2・4水曜日・19:30～20:00）2023年3月 -